# Dudley Do-Right (película)
Dudley Do-Right, en Hispanoamérica Dudley de la montaña, es una película cómica estadounidense de 1999, basada en "Dudley Do-Right of the Mounties" de los segmentos de Rocky y Bullwinkle, producida por Davis Entertainment para Universal Studios. La película está protagonizada por Brendan Fraser como el personaje principal de la caricatura con papeles secundarios de Sarah Jessica Parker, Alfred Molina y Eric Idle.

## Sinopsis
La historia comienza con tres niños y un caballo. Estas son versiones jóvenes de Dudley Do-Right, Nell Fenwick, Snidely Whiplash y Horse (Caballo en español). Los tres hablan de sus aspiraciones; Dudley cree que está destinado a ser un gran héroe y ser reconocido como el Mejor Elemento de la Policía Montada de Canadá, mientras que Nell desea ver más allá de la frontera y viajar alrededor del Mundo. Snidely, sin embargo, se encuentra demasiado obsesionado con ser el "chico malo" más famoso de todo el país y cometer los más atroces crímenes que ningún criminal jamás habría hecho anteriormente, sin importarle pasarse de todo límite.
Varios años después, los tres han cumplido sus supuestos destinos. Dudley ahora es un Oficial de la Policía Montada (Mountie), pero siempre se atiene a las reglas y con frecuencia se olvida de las cosas más obvias, y Snidely se ha convertido en un infame ladrón de bancos. Después de que Snidely y su pandilla roban a su banco su dinero y su oro, Snidely engaña a toda su pandilla para que crea que ha huido con todo el oro al Sudán y se va de caza en busca de él. Posteriormente, salpica el oro robado y lo esparce en los lagos. Dudley lo atrapa en el acto, pero Snidely lo engaña haciéndole creer que está cazando vampiros, y usa una táctica similar para asustar a Horse. No mucho después, Nell regresa de su gira mundial y se reúne con Dudley. Los dos asisten a un festival en la cercana tribu Kumquat.
Mientras tanto, el prospector Kim J. Darling (Eric Idle), el hombre más pobre de Semi-Happy Valley, tropieza con el oro del río y Snidely se convierte en una sensación mediática. La posterior fiebre del oro aumenta la popularidad de Snidely y, después de ejecutar muchas hipotecas locales, rápidamente toma el control de la ciudad y le cambia el nombre a "Whiplash City". Finalmente, los hombres de Snidely regresan de Sudán para matarlo por su engaño, pero Snidely los convence de lo contrario ofreciéndoles vidas de lujo en su nueva ciudad. Dudley se convence de que Snidely está tramando algo y se enfrenta a él, pero Snidely se ríe de él y le arrebata a Nell. Snidely envía a su segundo al mando, Homer (Jack Kehler), para asesinar a Dudley con una bomba, pero Dudley está ausente cuando estalla la bomba. El inspector Fenwick (Robert Prosky), el padre de Nell, que está a favor de Snidely, descubre la enemistad de Dudley con Snidely y expulsa a Dudley de los Mounties. Dudley cae en una depresión y recorre la ciudad hasta que se encuentra con un Darling ya borracho, que le ofrece refugio en su cueva en el bosque. Darling le cuenta a Dudley los planes de Snidely y su nueva popularidad y lo lleva a ver una Gala Ball en honor de Snidely. A pesar de la advertencia de Darling de no desafiar a Snidely debido a su pérdida de favor, Dudley cómicamente intenta recuperar a Nell de Snidely, pero pierde patéticamente.
Sintiendo simpatía por Dudley, Darling decide someterlo a un régimen de entrenamiento muy duro para convertirlo en un oponente más formidable y recuperar a Semi-Valley de Snidely. El primer acto de Dudley es intimidar a uno de los hombres de Snidely para que le diga el próximo envío de oro. Dudley sabotea el envío y deja su huella en el taller de Snidely, así como en su campo de golf favorito. Snidely, sin darse cuenta de que Dudley perdió su trabajo, se siente ofendido por esto y más aún por la incompetencia de sus hombres para detenerlo, creyendo que Dudley está disfrutando de las ventajas de ser el villano. Finalmente, Darling se va para encontrar a su familia y partes con Dudley agradeciéndole por su amistad. Dudley luego usa su nuevo entrenamiento para recuperar a Nell de Snidely, quien jura venganza. En una reunión nocturna en la ciudad, Snidely intenta unir a la gente contra Dudley, pero cae en oídos sordos. La población se ha cansado de Snidely y muestra más respeto por Dudley en sus esfuerzos por retomar su ciudad. Finalmente, Snidely descubre que Dudley y Nell están en otro festival con la tribu Kumquat y lidera un ataque a gran escala contra ellos. Los Kumquats huyen por sus vidas hasta que Horse reaparece y ayuda a Dudley a sabotear los tanques de Snidely haciendo que Snidely y Homer se disparen entre ellos. Una caballería de Mounties aparece y arresta a Snidely y sus hombres. Darling también llega con su esposa, la primera ministra de Canadá (Jessica Schreier) y se reúne con Dudley, revelando que llamaron a la caballería. El inspector Fenwick se alegra de ver a su hija Nell sana y salva, pero es reprendido por la primera ministra debido a su ingenuidad al caer en las mentiras y artimañas de Snidely, por lo que no tiene más remedio que tragarse su orgullo y restaurar a Dudley en los Mounties para evitar perder su labor de inspector por corrupto, convirtiendo al protagonista en un gran héroe, tal como ha dictado el destino. Así es como Dudley por fin cumple su sueño de ser reconocido como el Mejor Elemento de la Policía Montada.
La escena final muestra a Dudley y Nell viviendo juntos en la casa reconstruida de Dudley. Comparten un beso mientras se cierra la película.

## Elenco
- Brendan Fraser como Dudley Do-Right, el protagonista principal de la película. Se le describe como un muchacho algo débil, pero muy perseverante y dispuesto a servir a la Ley y el Orden sin importar nada más, en cuyo vocabulario no existe la palabra rendirse, razón por la cual lo convierte en el Mejor Elemento de la Policía Montada de Canadá
  - Dyllan Christopher como Dudley (niño)

- Sarah Jessica Parker como Nell Fenwick, el interés amoroso de Dudley y la hija del inspector Fenwick. Una chica que sueña con poder viajar y conocer el mundo
  - Ashley Yarman como Nell (niña)

- Alfred Molina como Snidely Whiplash, el archirrival de Dudley y el principal antagonista de la película. Siempre se vale de todas sus sucias artimañas para conseguir todo lo que él quiere, incluyendo el amor de Nell
  - Jeremy Bergman como Snidely (niño)

- Eric Idle como el prospector Kim J. Darling
- Corey Burton como el narrador

Robert Prosky como el inspector Fenwick, padre de Nell y un tanto influenciable, que se deja manipular fácilmente por todo con tal de proteger a su hija
- Alex Rocco como Jefe de Kumquat
- Jack Kehler como Homer, el débil al mando de Snidely. Kehler aparece erróneamente en los créditos finales como "Howard"
- Jed Rees como Lavar, uno de los secuaces de Snidely.
- C. Ernst Harth como Shane, uno de los secuaces de Snidely.
- Regis Philbin como él mismo
- Kathie Lee Gifford como ella misma
- Michael Chambers como bailarín
- Anne Fletcher como bailarina
- Don Yesso como Kenneth
- Jessica Schreier como Mrs. Darling, primera ministra de Canadá

## Doblaje
El doblaje al español para Latinoamérica fue hecho en México con el título Dudley de la montaña
- Dudley Do-Right - Salvador Delgado
- Nell Fenwick - Laura Ayala
- Snidley Whiplash - Salvador Nájar
- El prospector - Victor Mares
- Jefe Kumquat - Alfonso Ramírez
- Howard - Roberto Mendiola
- Inspector Fenwick - Álvaro Tarcicio
- Narrador - Jorge Lapuente

Voces adicionales
- Carlos Águila
- Rafael Rivera

## Producción
La película se rodó en Vancouver, Columbia Británica y Santa Clarita, California.
 Dudley Do-Right  fue la segunda película de Fraser basada en una caricatura de Jay Ward, siendo la primera película de 1997 George of the Jungle . A pesar de los diferentes estudios que producen cada película (George of the Jungle fue adaptada por  Disney), la publicidad de la película  Dudley Do-Right  hizo referencia abierta a esta coincidencia: "Del creador de  George of the Jungle  ... y la estrella de  George of the Jungle  ... y del aclamado director que vio a  George of the Jungle  ..."

## Recepción
La película recibió críticas generalmente negativas de los críticos. Actualmente tiene una calificación de 'Rotten' de 16% en Rotten Tomatoes, con el consenso del sitio que dice "[Los] gags no son tan graciosos".
Roger Ebert, crítico del Chicago Sun-Times, le dio a la película una calificación de tres estrellas y media, y escribió: "Dudley Do-Right es una versión genial de acción en vivo de la vieja caricatura, con mucho humor de slapstick que les gusta a los niños y adultos. Hice una pequeña mueca de dolor la novena o décima vez que Dudley pisó un tablón suelto y lo golpeó en la cabeza, pero disfruté la película más de lo que esperaba. Es inofensivo, sencillo y tiene un par de secuencias. Mejor de lo que realmente se merece Dudley ".

## Taquilla
La película era una bomba de taquilla. En su primer fin de semana, recaudó $ 3,018,345, ubicándose en el undécimo puesto para el fin de semana, y ganó $ 9,974,410 a nivel nacional contra un presupuesto de $ 70 millones.
- Datos: Q904256